# جون بيركلي
جون بيركلي (بالإنجليزية: Jon Berkeley)‏ هو كاريكاتيري وكاتب وكاتب للأطفال أيرلندي، ولد في 1962 في دبلن في جمهورية أيرلندا.

## وصلات خارجية
- الموقع الرسمي